# Lorquin
Lorquin är en kommun i departementet Moselle i regionen Grand Est (tidigare regionen Lorraine) i nordöstra Frankrike. Kommunen ligger i kantonen Lorquin som tillhör arrondissementet Sarrebourg. År 2022 hade Lorquin 1 134 invånare.

## Befolkningsutveckling
Antalet invånare i kommunen Lorquin
| Referens: INSEE |